# Arno Assmann
Arno Assmann (* 30. Juli 1908 in Breslau; † 30. November 1979 in Breitbrunn) war ein deutscher Schauspieler, Sänger, Regisseur, Theaterintendant und Synchronsprecher.

## Leben
Arno Assmann, der Sohn eines Prokuristen, besuchte in seiner Heimatstadt Breslau zunächst die Realschule. Nach deren Absolvierung nahm er ein Musikstudium auf. Da er Geige und Bratsche spielte, finanzierte er sich sein Studium u. a. als Mitglied einer Kaffeehauskapelle. Drei Jahre später ging er nach Frankfurt am Main. Dort bewarb Assmann sich am Theater als Schauspieler, obwohl er keine Ausbildung vorweisen konnte und eine frühere Bewerbung in Breslau gescheitert war. Doch er hatte Glück und erhielt ein Engagement. Nach einiger Zeit verließ er Frankfurt in Richtung Görlitz. Danach führte ihn sein Beruf zunächst nach Schleswig-Holstein, wo er an den Bühnen von Kiel und Lübeck auftrat. Über Wiesbaden kam er schließlich in den 1930er-Jahren an das Düsseldorfer Schauspielhaus, wo er Ensemblemitglied wurde. Als junger Charakterdarsteller feierte er dort in unterschiedlichsten Rollen große Erfolge.
Nach dem Ende des Zweiten Weltkrieges verschlug es ihn nach Hamburg, wo Assmann an verschiedenen Bühnen Engagements hatte. Hier kam er auch mit dem Rundfunk in Verbindung. Er wirkte in knapp 100 Hörspielen mit, wie beispielsweise 1963 als Titelheld in dem Krimi-Zehnteiler Gestatten, mein Name ist Cox – Die kleine Hexe von Rolf und Alexandra Becker u. a. mit Peter Pasetti und Hans Cossy. Außerdem wirkte er in Operettensendungen mit (z. B. in Liselott von Eduard Künneke) und nahm Anfang der 1950er-Jahre einige Schallplatten bei Decca (Fahr'n Sie nicht zum Nordpol! – O, du Süsse) und Philips auf (Ich habe 100 Anerkennungsschreiben; Ich und Du); zusammen mit Anneliese Rothenberger sang er den Titel Immerzu machst Du die Tür zu Deinem Zimmer zu! ein. Helmut Käutner verpflichtete ihn 1948 erstmals für einen Spielfilm. In Der Apfel ist ab spielte er die Rolle des Dr. Lutz. Danach folgten weitere Filmrollen wie 1950 neben Zarah Leander in deren erstem Nachkriegsfilm Gabriela als Revuedirektor Freddy Lambert. In Max, der Taschendieb spielte er 1962 an der Seite des Titelhelden (dargestellt von Heinz Rühmann) die Rolle des Polizeiinspektors Friedrich.
Bereits in den 1950er-Jahren wandte er sich dem Fernsehen zu und arbeitete neben seiner Bühnenarbeit bald fast ausschließlich für dieses Medium. 1969 übernahm er die Titelrolle in dem Spionagethriller Kim Philby war der dritte Mann. In den 1970er-Jahren spielte er Hauptrollen in verschiedenen Literaturverfilmungen, so in Deutschstunde von Siegfried Lenz neben Wolfgang Büttner oder in Der Stechlin von Theodor Fontane. In der fünfteiligen Fernsehverfilmung Bauern, Bonzen und Bomben von 1973 (nach dem Roman von Hans Fallada) spielte er unter der Regie von Egon Monk den desillusionierten Lokalredakteur einer Provinzzeitung; 1978 trat er in dem TV-Mehrteiler Jauche und Levkojen (nach dem Roman von Christine Brückner) als pommerscher Gutsbesitzer Joachim von Quindt auf – mit Edda Seippel, Ulrike Bliefert und Herbert Steinmetz in weiteren Hauptrollen. Auch als Regisseur war er gelegentlich tätig.
Wie viele seiner Kollegen arbeitete er auch intensiv als Synchronsprecher (in 52 Filmen). So war er nach dem Krieg die erste Synchronstimme von Stan Laurel in dem Film Auf hoher See aus dem Jahre 1949. Er war die deutsche Stimme von Eddie Constantine (in 14 Filmen) wie auch von Marcello Mastroianni in Schade, daß du eine Kanaille bist (1954), Eine Frau für schwache Stunden (1955), Mädchen und Männer (1956) und Scheidung auf italienisch (1961), von Claude Dauphin in Goldhelm (1951), von Gérard Philipe in Montparnasse 19 (1958), von Alec Guinness in Cromwell – Der Unerbittliche (1970).
Während dieser Zeit war er auch immer wieder am Theater tätig. So ging er von Hamburg aus wieder nach Frankfurt. Zu seinen bekanntesten Rollen dieser Zeit gehörten die des Napoleon in Madame-Sans-Gêne und die Titelrolle in Büchners Dantons Tod. 1955 wechselte er an die Münchener Kammerspiele. Dort spielte er u. a. in Brechts Der gute Mensch von Sezuan und in Strindbergs Nach Damaskus. 1959 wurde Assmann in München Intendant des Staatstheaters am Gärtnerplatz. Im Jahr 1964 wechselte er als Generalintendant an die Städtischen Bühnen Köln. Diese Aufgabe nahm er bis 1968 wahr. Von da an arbeitete er als freier Schauspieler und Regisseur. Eine seiner letzten Bühnenrollen war die des Herrn von Briest in Effi Briest von Theodor Fontane.
Arno Assmann war zweimal verheiratet, in erster Ehe mit der Tänzerin Heide Heidemann. 1961 heirateten Assmann und die Journalistin Lore Ostermann, die zuvor mit Rudolf Augstein verheiratet war. Ostermann beging im November 1979 Suizid. Wenige Tage später nahm Assmann eine Überdosis Schlaftabletten ein. Der Versuch, ihn zu retten, schlug fehl, und er starb noch auf dem Weg in die Klinik. Assmann wurde auf dem Waldfriedhof in München, neuer Teil, in der Anatomie-Gräberanlage (451-W-15) beigesetzt. Im Münchner Stadtbezirk Ramersdorf-Perlach wurde eine Straße nach ihm benannt.

## Filmografie

### Als Schauspieler
- 1948: Der Apfel ist ab
- 1949: Hafenmelodie
- 1949: Der Ruf
- 1949: Die Freunde meiner Frau
- 1950: Gabriela
- 1950: Epilog – Das Geheimnis der Orplid
- 1951: Die Csardasfürstin
- 1951: Weh’ dem, der liebt!
- 1951: Hilfe, ich bin unsichtbar!
- 1951: Sensation in San Remo
- 1951: Entscheidung vor Morgengrauen
- 1953: Die geschiedene Frau
- 1954: Rosen-Resli
- 1954: Heimweh nach Deutschland
- 1956: Hilfe – sie liebt mich!
- 1962: Max, der Taschendieb
- 1964: Actis (Fernsehfilm)
- 1969: Kim Philby war der dritte Mann (Fernsehfilm)
- 1970: Der Fall Sorge (Fernsehfilm)
- 1971: Deutschstunde (Fernsehfilm)
- 1972: Der Stoff aus dem die Träume sind
- 1973: Der rote Schal – Fernseh-Mehrteiler
- 1973: Bauern, Bonzen und Bomben – Fernseh-Mehrteiler
- 1974: Der Springteufel (Fernsehfilm)
- 1974: Der kleine Doktor – Fernsehserie, Folge: Ein Toter fällt vom Himmel
- 1975: Der Stechlin – Fernseh-Mehrteiler
- 1977: Auf der Suche nach dem Glück – Fernsehserie
- 1977: Tatort – Wer andern eine Grube gräbt …
- 1978: Tochter des Schweigens – Fernsehserie
- 1978: Jauche und Levkojen – Fernseh-Mehrteiler
- 1979: Wunder einer Nacht (Fernsehfilm)

### Als Regisseur
- 1958: Jim und Jill (Fernsehfilm)
- 1960: Immer will ich dir gehören
- 1964: Die Fledermaus (Fernsehfilm, auch Drehbuch)
- 1967: Heiraten ist immer ein Risiko (Fernsehfilm)
- 1974: Der Lügner (Fernsehfilm)
- 1974: Diplomatengepäck (Fernsehfilm)
- 1978: Martha
- 1978: Der Opernball (Fernsehfilm, auch Drehbuch)

## Hörspiele (Auswahl)
- 1952: Just Scheu: Der Mann mit dem Zylinder – Regie: Fritz Benscher (BR)
- 1953: Stefan Zweig: Das Lamm der Armen – Regie: Fränze Roloff (HR)
- 1953: Günter Eich: Der Tiger Jussuf – Regie: Irmfried Wilimzig (HR)
- 1960: Ewald G. Seeliger: Peter Voss, der Millionendieb (8 Teile) – Regie: Heinz-Günter Stamm (BR)
- 1962: Fritz von Unruh: Bonaparte – 12 Stunden des 21. März 1804 – Regie: Hans Krendlesberger (ORF)
- 1963: Rolf und Alexandra Becker: Gestatten, mein Name ist Cox: Die kleine Hexe – Regie: Walter Netzsch (BR)
- 1976: Curt Goetz: Das Haus in Montevideo – Regie: Heinz-Günter Stamm (BR)